# Міжнародний союз біологічних наук
Міжнародний союз біологічних наук (МБС; International union of biological sciences — IUBS), заснований в 1919 році у Брюсселі (Бельгія). МБС — член Міжнародної ради з науки.

## Історія
Міжнародний союз біологічних наук був створений в 1919 році у Брюсселі. З 1925 по 1939 рр., IUBS працювала над двома головними темами: наукова інформація і довкілля. Цей другий проект привів до створення IUCN. МБС активно співпрацює з багатьма міжнародними організаціями: ЮНЕСКО, ВООЗ, ФАО, ЮНЕП, з Європейською комісією і численними іншими організаціями, органами влади і установами.

## Головні завдання МБС
- координувати міжнародну співпрацю в галузі біологічних наук;
- сприяти розвитку різних галузей теоретичної і прикладної біології, створенню і розвитку науково-дослідних інститутів, відкритих для учених усіх національностей, організації міжнародних дискусій і публікації дослідницьких робіт;
- заохочувати організації міжнародних конгресів, симпозіумів, конференцій і публікації їх праць[2].

## Генеральна асамблея МБС
Найвищий орган МБС — це Генеральна асамблея, що проводиться раз у 3 роки. Виконавський комітет складається з Бюро і двох представників від кожного з п'яти відділень. У складі МБС 44 національних колективних ординарних членів (академій і національних співтовариств учених) і 80 членів від інших наукових товариств, що представляють різні біологічні дисципліни (від аеробіології до зоології).
Президент в 2007—2009 рр. — John Buckeridge (Австралія, морський біолог і палеонтолог).
- IUBS 31th General Assembly(липень 2012, Сучжоу, Китай)
- IUBS 30th General Assembly & Darwin 200 symposia(10-13 жовтня 2009, Кейптаун, ПАР)
- IUBS 29th General Assembly and Conference(9 і 13 травня, 2007, Вашингтон, Washington DC, США)
- IUBS 26th General Assembly(1997, Тайбей)

## Фінансування МБС
Фінансування здійснюється за рахунок членських внесків країн — членів союзу і дотацій ЮНЕСКО. Для діяльності союзу передбачений річний бюджет приблизно 340 000 € (у 2006 році), який йде на зарплату директора і секретаря, які управляють офісом союзу в Парижі. Усі інші офіційні особи (президент, генеральний секретар, скарбник і так далі) — це почесні посади, для яких оплачуються тільки безпосередні накладні витрати і витрати на відрядження.

## Фінансовані програми
Diversitas, Human Dimensions of Biodiversity, Systematics Agenda, Biological Education, Bioethics, Bionomenclature, Biology and Traditional Knowledge, Global Change: Migration of species and Spatial Dynamics of Communities Dispersal: Reproduction, BioEnergy, From Darwin's Birthday to the publication of the Origin of Species, Biosystematics, Species 2000, Reproductive Biology, Aquaculture, Towards an Integrative Biology(TAIB).

## Структура МБС
Відділення МБС включають секції, відділи, комісії, комітети, міждисциплінарні комісії з історії біології, біологічної освіти, біометрії.
- Відділення ботаніки. Секції: загальна ботаніка, садівнича наука, палеоботаніка, патологія рослин, таксономія рослин, бджільництво, ботанічні сади, альгологія. Відділи: фонд Еріксона, Європейські мікологічні конгреси, мікологія, номенклатура рослин, номенклатура культивованих рослин, конгреси із захисту рослин (робоча група), рослини-сукуленти.
- Відділення біології довкілля. Секції: екологія, лімнологія, океанографія; комісії: по біологічному контролю, екології і географії рослин, дрібномасштабному картуванню вегетації рослин, мікробної екології, біології четвертинного періоду.
- Відділення функціональної і аналітичної біології. Секції: біологія клітини, біологія розвитку, експериментальна психологія і поведінка тварин, генетика, фізіологія рослин, радіобіологія; комісії: по фотобіології, екологічним конференціям, по зв'язках з союзами біохіміків і біофізиків.
- Відділення мікробіології. Секції: бактеріологія, вірусологія, мікологія; комітети: по економічній і прикладній мікробіології, мікробіології їжі і гігієни, мікробної екології, мікробіологічної і імунологічної документації, номенклатурі вірусів, систематиці мікробів; Всесвітня федерація по колекціях культурних рослин; Федерація по типізації фагів кишкових мікробів; комісії: по харчовій спеціалізації мікробів, мікробіологічної стандартизації, дріжджам і дріжджоподібним мікроорганізмам.
- Відділення зоології. Секції: загальна зоологія, ентомологія, орнітологія, палеозоологія, паразитологія; комісії: по бріозоології, приматології, протозоології; консультативний комітет Неаполітанської біологічної станції.

## Видання МБС
- «Бюлетень новин» («News Letters»)
- Biology International
- IUBS Monograph Series
- Methodology Manual Series
- Proceedings of the IUBS General Assemblies
- звіти колоквіумів.

### Ресурси Інтернету
- Official website

Programmes of the IUBS
- Bioethics
- Diversitas
- Biological education